# Pavel Vranický
Pavel Vranický, germanizado como Paul Wranitzky (Nová Říše, Moravia, 13 de junio de 1761 - Viena, Austria, 6 de agosto de 1820), fue un compositor y violinista austríaco.
Discípulo de Kraus, fue violinista de la capilla del conde Esterhazy, en la época que la dirigía Haydn, y de 1785 hasta su muerte, fue director de la Ópera de la corte a Viena. Dotado de gran fecundidad, compuso diversas óperas, entre elles la titulada Oberon.
Su hermano Antonín Vranický (1761-1820) también fue músico de la época.

## Obras
- Ballets
- Música para diversos dramas y comedias.
- 27 Sinfonias.
- 12 Quintetos.
- 45 Cuartetos, para instrumentos de cuerda.
- Uno para flauta.
- Tres Trios, para dos flautas y violoncelo.
- Tres Trios, para instrumentos de cuerda y piano.
- Diversas sonatas para piano, etc...